# Rudolf Nebel
Rudolf Nebel (Weißenburg in Bayern, 21 de março de 1894 – Dusseldórfia, 18 de setembro de 1978) foi um engenheiro alemão que participou do desenvolvimento de foguetes na década de 1930 e cofundador do Campo de lançamento de foguetes de Berlin, o primeiro centro de lançamento de foguetes do mundo.

## Biografia
Nebel serviu como piloto de caça na Luftstreitkräfte durante a Primeira Guerra Mundial, sendo um dos pioneiros no uso de foguetes sinalizadores como arma ofensiva em aviões de caça. Depois da Guerra ele completou os estudos obtendo graduação em engenharia.
No período que antecedeu a Segunda Guerra Mundial ele foi um dos membros fundadores da Verein für Raumschiffahrt, e apesar de ter se filiado a algumas instituições paramilitares, Nebel tinha dificuldades de relacionamento com o pessoal do meio militar. Devido a isso, ele praticamente não participou dos projetos de mísseis que seriam conduzidos nas décadas seguintes.
Quando em 1932 ele recebeu uma proposta de Karl Becker para fazer parte de um grupo de pesquisa militar para o uso de foguetes e recusou, Wernher von Braun tomou a iniciativa aceitando a proposta.
Já durante a Guerra, Braun tentou novamente incluir Nebel no grupo de trabalho em Peenemünde, sem no entanto obter sucesso. Depois da Guerra, ele foi um dos que tentaram reiniciar as pesquisas sobre foguetes na Alemanha sem muito sucesso. Morreu em 1978 em Dusseldórfia.